# David Assarsson
Berndt David Assarsson, född 14 januari 1892 i Lund, död 31 december 1955 i Helsingborg, var en svensk romersk-katolsk präst (monsignore), historisk författare och psalmförfattare.

## Biografi
Assarsson blev filosofie kandidat vid Lunds universitet 1912. Han upptogs därefter i den romersk-katolska kyrka hos jesuiterna i Ordrup i Danmark. Han studerade vidare vid jesuiternas prästseminarium i Innsbruck och prästvigdes 1917. Assarsson blev därefter kaplan vid Sankt Eriks katolska kyrka i Stockholm. År 1927 utnämndes Assarsson till påvlig kammarherre av andliga ståndet. Han blev samma år den förste kyrkoherden i Helsingborgs katolska församling.
Assarsson var huvudredaktör för tidskriften Credo 1920–1937. Bland hans främsta skrifter märks Fädernas kyrka (1918) och Det skånska problemet, utgiven av Credos Förlag, Stockholm 1923. Assarsson utgav häftet "Skånelands historia i Skånelands skolor" 1949, i distribution från Killbergs Bokhandel i Helsingborg. Han var också redaktör för den romersk-katolska svenskspråkiga 1950 års Cecilia-psalmbok.
Assarsson var son till professor Pehr Assarsson och Gustafva Flensburg, genom vilken han var dotterson till biskop Wilhelm Flensburg, samt bror till Vilhelm Assarsson. Han är begraven på Nya kyrkogården i Helsingborg.

## Psalmer
- Led, milda ljus, i dunkel dimfylld värld svensk översättning 1922 från engelskt original av kardinal John Henry Newmans text Lead, Kindly Light, amid the encircling gloom från 1833. I 1937 års psalmbok nummer 354 och nummer 275 i Den svenska psalmboken 1986 samt Psalmer och Sånger 1987.